# 小島誠二

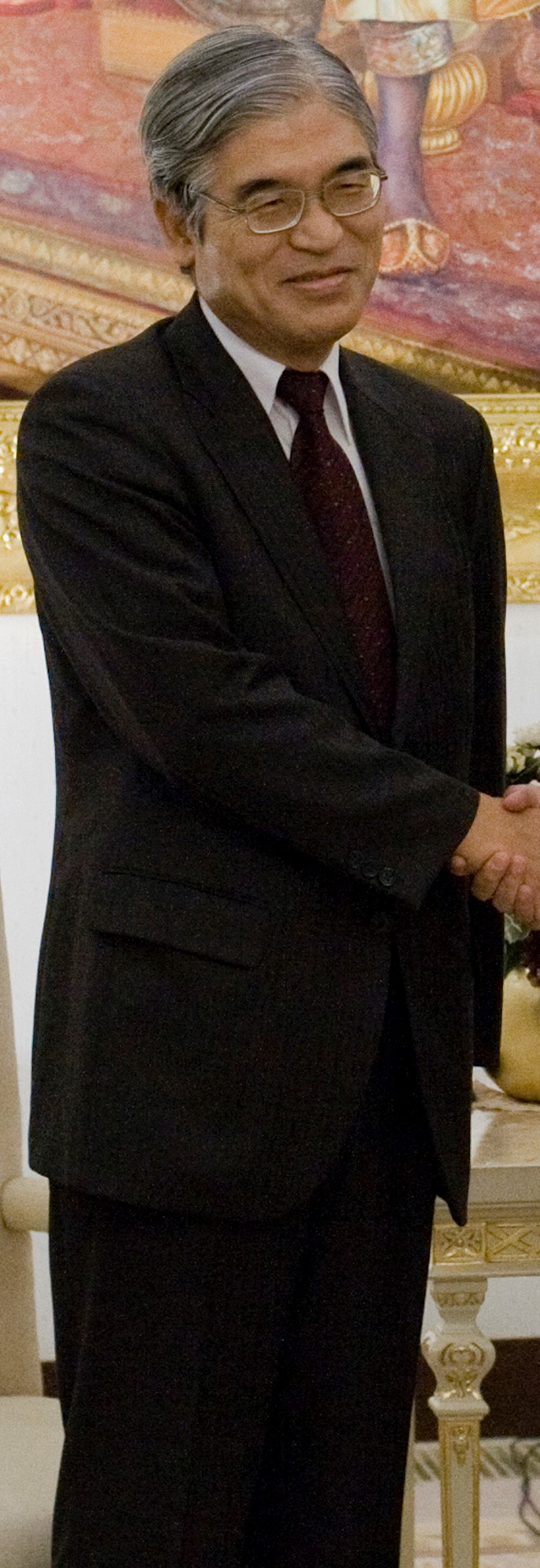
2011年2月

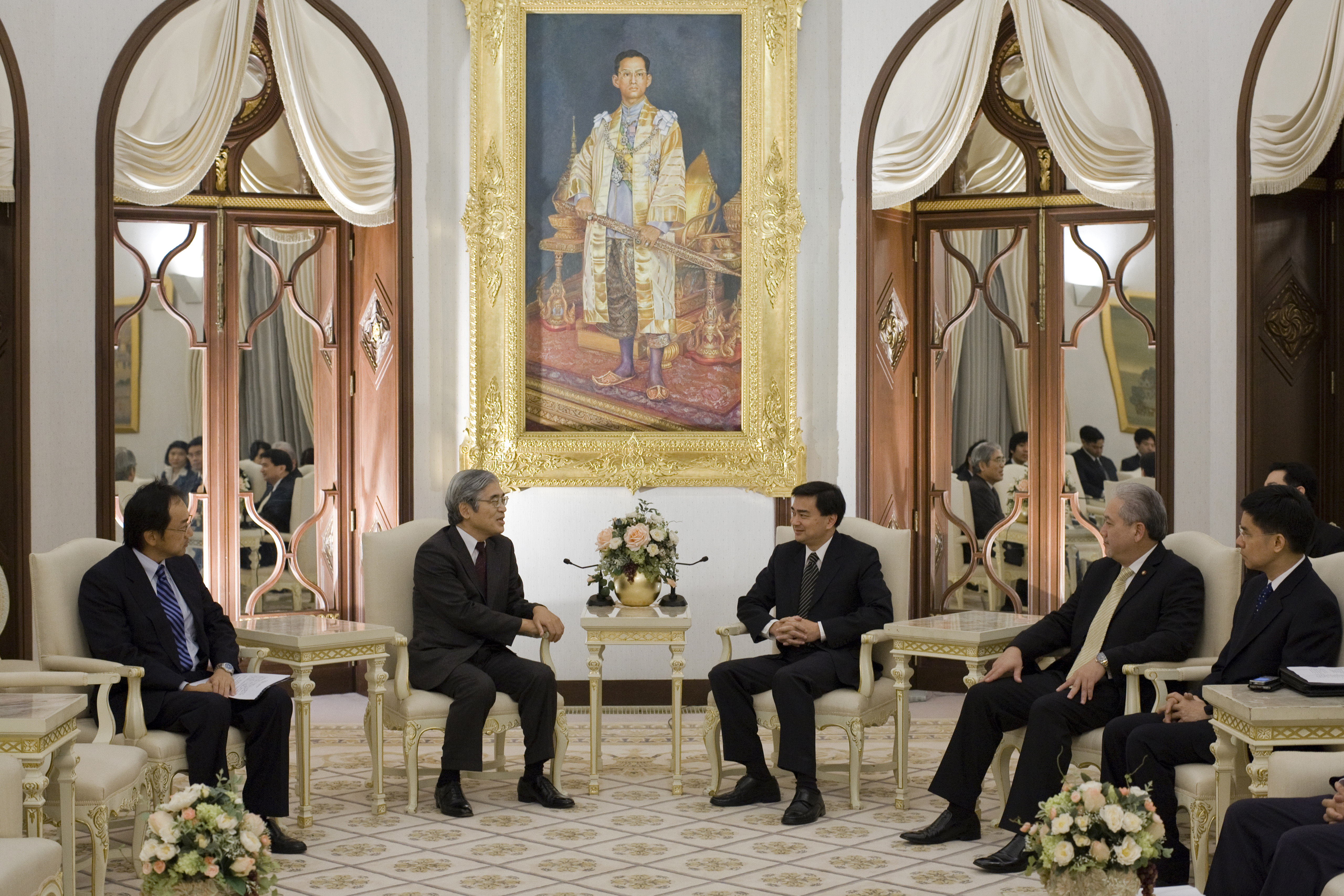
小島誠二とアピシット・タイ首相

小島 誠二（こじま せいじ、1948年〈昭和23年〉2月7日 - ）は、日本の外交官。2010年からタイ駐箚特命全権大使、 2012年から特命全権大使（関西担当）。 
駐韓国大使や外務事務次官を務めた須之部量三は義父。

## 経歴・人物
- 1970年（昭和45年）東京大学法学部を卒業する。外務公務員採用上級試験に合格。
- 1972年（昭和47年）外務省入省。
  - オックスフォード大学留学[2]
  - 欧亜局西欧第二課首席事務官[1]。
- 1983年（昭和58年）在オーストラリア日本国大使館一等書記官[1]
- 1986年（昭和61年）アジア開発銀行出向[1]
- 1989年（平成元年）3月 経済協力局開発協力課長
- 1990年（平成2年）12月 経済協力局調査計画課長
- 1993年（平成5年）1月 アジア局地域政策課長
- 1994年（平成6年） 8月 在インド日本国大使館参事官
- 1997年（平成9年） 6月 在アメリカ合衆国日本国大使館公使
- 1999年（平成11年） 9月 大臣官房審議官兼経済協力局
- 2001年（平成13年） 1月 外務省大臣官房付兼内閣官房内閣審議官、内閣官房遺棄化学兵器処理対策室長兼内閣府大臣官房遺棄化学兵器処理担当室長
- 2002年（平成14年） 2月 在英国日本国大使館公使
- 2004年（平成16年） 10月 国際協力機構理事
- 2006年（平成18年） 5月 パキスタン駐箚特命全権大使
- 2008年（平成20年） 9月 科学技術協力担当大使
- 2009年（平成21年） 7月 儀典長
- 2010年（平成22年） 10月 タイ王国駐箚特命全権大使[3]
- 2012年（平成24年） 10月 特命全権大使（関西担当）、政府代表
- 2014年（平成26年） 3月14日 辞職
- 2014年（平成26年） 4月1日 同志社大学法学部政治学科客員教授[4]
- 2022年（令和4年）　4月29日 瑞宝重光章受章[5]。
  - 一般社団法人海外環境協力センター理事も務める[6]

## 家族
夫人との間に二子がいる。

## 同期
- 天野之弥（09年国際原子力機関事務局長・05年在ウィーン国際機関日本政府代表部大使）
- 小松一郎（13年内閣法制局長官・11年駐フランス大使・08年駐スイス大使・05年外務省国際法局長・03年外務省欧州局長）
- 武藤正敏（10年駐韓大使・07年駐クウェート大使）
- 神余隆博（12年関西学院大学副学長・08年駐ドイツ大使・06年国連大使（次席））
- 高橋文明（09年駐スペイン大使・03年駐カンボジア大使）
- 野本佳夫（08年駐スロバキア大使）
- 石栗勉（京都外国語大学教授・国連アジア太平洋平和軍縮センター所長）
- 石川薫（日本国際フォーラム研究本部長・10年駐カナダ大使・07年駐エジプト大使・05年外務省経済局長）
- 伊藤誠（10年駐ブルガリア大使・06年駐タンザニア大使）
- 近藤誠一（10年文化庁長官・08年駐デンマーク大使・06年ユネスコ大使）
- 橋広治（10年駐パプアニューギニア大使）
- 峯村保雄（11年駐エルサルバドル大使）
- 肥塚隆（13年迎賓館長・10年駐オランダ大使・07年宮内庁式部副長・04年駐ホンジュラス大使）
- 山口英一（10年駐バチカン大使・07年駐コスタリカ大使）
- 横田順子（10年駐ラオス大使）
- 佐藤英夫（11年駐イスラエル大使・09年駐バーレーン大使・08年駐アフガニスタン大使）
- 二階尚人（14年駐チリ大使・11年駐ガーナ大使）
- 松原昭（12年駐マリ大使）
- 荒木喜代志（11年駐トルコ大使・09年COP10担当大使・08年国際テロ対策担当大使）